# متحف منزل خورخي إلييثير جايتان
متحف منزل خورخي إلييسير غايتان هو المنزل الذي عاش فيه الكاتب والحقوقي والوزير السابق خورخي إلييسير غايتان أيالا من 22 ديسمبر 1933 حتى يوم اغتياله في 9 أبريل 1948. يقع المتحف في 15-52 شارع 42 في حي سانتا تيريسيتا، بالقرب من مركز مدينة بوغوتا ، وهو جزء من المخطط الذي وضعته شركة "دافيلا هولغوين وليفانو" عام 1928 لهذا القطاع. أُعلن موقعًا ذا أهمية ثقافية ذات طابع وطني بموجب المرسوم 1265 لعام 1948، وتديره حاليًا الجامعة الوطنية الكولومبية .

## قاعات المعارض
يغطي هذا المتحف مساحة 218 مترا مربعا. موزعة على منزل من طابقين. تعكس مساحاته منزلا يعود تاريخه إلى ثلاثينيات القرن الماضي، ويقع في إحدي أكثر مناطق بوغوتا تطورا. تكشف كل قطعة من مقتنيات عن جوانب من شخصية الرجل الذي لقب يوما ما ب" منبر الشعب" لنضاله الدؤوب للدفاع عن حقوق الطبقات المهمة في المجتمع الكولومبي.
ومن هذا الفضاء ترتفع ذكرى الدكتور غيتان، الذي كان اغتياله سببا لبعض الأحداث التاريخية التي شهدتها البلاد منذ منتصف القرن العشرين وانه حتى بداية القرن الحادي و العشرين وكان لا يزالون حاضرين، مما اتاح الفرصة لتبادل الآراء و الأفكار بين الزئر و المرشدين.

## المجموعات
يضم المتحف مكتبة خورخي إلييسير غايتان أيالا الشخصية، التي تضم أكثر من 3000 عنوان بلغات مختلفة. تستكشف الجولة مساهمات غايتان السياسية والاجتماعية في النظام الكولومبي، بالإضافة إلى جوانب من حياته اليومية، ممثلةً في مقتنياته الشخصية.
من المساحات الآخرة التي تشكل مجمع خورخي إلييسير غايتان الحديقه التي دفن فيها جثمان القائد، هناك قبالة كوينتا دي سان بيدرو أليخاندرينو، يرقد رفاقه هناك منذ عام 1948، مغطاة بتربة من جميع بلديات كولومبيا، ومسوية بمياة المحيطين المتاخمين لها (الأطلسي و الهادئ) بالإضافة إلى مياه نهر ماجدالينا.

## الزوار
تقدم دراسه الجمهور الزائر التي أجريت بين عامي 2006و2008 وصفا للملف الشخصي و الأراء و الاهتمامات لأولئك الذين يرتاحون متحف منزل خورخي إلييسير جايتان.
من أبرز ما يميز هذا المكان هو أن غالبية الجمهور من الشباب، الذين تتراوح أعمارهم بين ١١ و٢٥ عامًا، وهم أكثر الزوار تكرارًا. ويمثل هذا الجمهور طلاب المدارس الثانوية والجامعات من مختلف أنحاء البلاد. أما الزوار الذين تزيد أعمارهم عن ٧٠ عامًا، فيمثل المكان فرصة لإعادة التواصل مع الماضي، حيث يستغلون المساحة لمشاركة الحكايات والذكريات مع الجمهور الأصغر سنًا.
1. ↑  GeoNames (بالإنجليزية), 2005, QID:Q830106
2. ↑  Wiki Loves Monuments monuments database، 7 نوفمبر 2017، QID:Q28563569